# Saint-Loup-sur-Aujon
Saint-Loup-sur-Aujon är en kommun i departementet Haute-Marne i regionen Grand Est (tidigare regionen Champagne-Ardenne) i nordöstra Frankrike. Kommunen ligger i kantonen Auberive som tillhör arrondissementet Langres. År 2022 hade Saint-Loup-sur-Aujon 129 invånare.

## Befolkningsutveckling
Antalet invånare i kommunen Saint-Loup-sur-Aujon
| Referens: INSEE |